# Julius Schaub
Julius Schaub (Múnic, 20 d'agost de 1898 - Múnic, 27 de desembre de 1967) fou un farmacèutic alemany, militant del Partit Nazi i ajudant de camp d'Adolf Hitler des dels primers temps del nazisme.
Schaub, va assistir en un Hospital de campanya militar durant la Primera Guerra Mundial, posteriorment en el Departament Central d'Abastament a Baviera. El 1920, s'afilia al Partit Nazi amb el número de fitxa 81, i a les Sturmabteilung (SA) o camises brunes. Assisteix a la històrica marxa de Coburg, el 14 d'octubre de 1922. Participa en el cop d'estat de Hitler el 9 de novembre de 1923, sent arrestat i enviat a la fortalesa de Landsberg. El 1925, treballa per compte propi fins que Hitler l'anomena i es converteix en l'Assistent personal del qual, ingressant a la SS, amb el número de fitxa 7. Acompanya a Hitler des de llavors al llarg de tota la seva carrera. Fou membre del Reichstag, representant d'Oberbayern-Schwaben.
Al final de la guerra, és enviat al Berghof a Berchtesgaden i a Múnic a destruir tota la documentació privada del dictador. Arrestat al final de la guerra, és alliberat el 1949 eximit del càrrec de complicitat en qualsevol crim comès al Tercer Reich, més endavant va treballar com Farmacèutic a Múnic fins a la seva mort.

## Promocions de la SS
- SS Obergruppenführer (Tinent General), 21 de juny de 1943.
- SS Gruppenführer (General de Divisió), 30 de gener de 1938.
- SS Brigadeführer (General de Brigada), 1 de gener del 1935.
- SS Oberführer (General), 27 de febrer de 1934.
- SS Standartenführer (Coronel), 1 de març 1933
- SS Sturmbannführer (Major), 30 de gener de 1933, d'aquest rang va ascendir a Coronel.
- SS Untersturmführer (Subtinent), 20 de febrer de 1932, d'aquest rang va pujar a Major.